# Karma
Karma (sanskrit: कर्म; Pali: kamma) betyder "handling", "arbejde" eller "gerning"; det henviser også til den åndelige lov om årsag og virkning, da en persons intention og handlinger (årsag) påvirker individets fremtid (virkning). Mere præcist bruges karma om den energi, der affødes af en handling, og som udløser en skæbne, eventuelt i et senere liv. Karmaloven indebærer således, at et menneskes gode hensigt og gode gerninger bidrager til en god karma og bedre genfødsler for dette menneske. Omvendt bidrager et menneskes dårlige intentioner og dårlige gerninger til en dårlig karma og dårlige genfødsler. 
Ideen om karma er tæt forbundet med ideen om genfødsel (reinkarnation) i mange indiske religioner (især hinduisme, buddhisme, jainisme og sikhisme) samt i taoismen  Ifølge disse religioner påvirker karma i nutiden ens fremtid i det aktuelle liv såvel som arten og kvaliteten af fremtidens liv - ens vej gennem saṃsāra. 

## I hinduismen
Inden for hinduismen hænger karma-begrebet sammen med kaste-systemet. Man tror her, at man fødes ind i forskellige samfundslag alt afhængigt af den måde, man har levet i tidligere liv.
Hvis man har flere gode gerninger end dårlige gerninger, bliver man genfødt på et lidt højere stadie. Det er nemmere at nå til erkendelse, hvis man er på et højere stadie.

## Karma
Karma og karmaphala er grundlæggende begreber i buddhismen.   Begreberne karma og karmaphala forklarer, hvordan vores forsætlige handlinger holder os bundet til genfødsel i samsara, hvorimod den buddhistiske sti, som beskrevet ved Den Ædle Ottefoldige Vej, viser os vejen ud af samsara.  
Karmaphala er "frugt",   "effekt" eller "resultat" af karma. Et lignende udtryk er karmavipaka, "modning" af karma.   Genfødselscyklussen bestemmes af karma,  det vil sige ved "handlinger". 
I den buddhistiske lære henviser ordet karma til handlinger, der er drevet af intention (cetanā).     En handling, der er gjort bevidst (med forsæt) gennem krop, tale eller sind, fører til fremtidige konsekvenser.  Se Nibbedhika Sutta, Anguttara Nikaya 6.63:
"Intention (cetana), siger jeg jer, er kamma. Ved forsæt skaber en person kamma med kroppen, med talen og med sindet."
Hvordan disse forsætlige handlinger fører til genfødsel, og hvordan ideen om genfødsel skal forenes med doktrinerne om anicca og ikke-selv,   er et spørgsmål om filosofisk undersøgelse i de buddhistiske traditioner, for hvilke flere løsninger er blevet foreslået. 
I den tidlige buddhisme er der ikke udarbejdet nogen eksplicit teori om genfødsel og karma,  og "karma-doktrinen kan have været tilfældig i den tidlige buddhistiske soteriologi."  
I den tidlige buddhisme tilskrives genfødsel begær eller uvidenhed.  
Buddhas lære om karma er ikke strengt deterministisk, men inkorporerer omstændighedsfaktorer. 
Det er ikke en stiv og mekanisk proces, men en fleksibel, flydende og dynamisk proces.  Der er ikke noget fast lineært forhold mellem en bestemt handling og dens resultater.  Den karmiske virkning af en handling bestemmes ikke kun af selve handlingen, men også af arten af den person, der begår handlingen, og af de omstændigheder, hvori det begås.  
Karmaphala er ikke en "dom" håndhævet af en gud, guddommelighed eller andet overnaturligt væsen, der kontrollerer kosmos' anliggender. Snarere er karmaphala resultatet af en naturlig proces med årsag og virkning.  Inden for buddhismen ligger den egentlige betydning af doktrinen om karma og dens frugter i erkendelsen af, hvor presserende det er at stoppe hele processen.   Acintita Sutta advarer om, at "resultaterne af kamma" er et af de fire uforståelige emner,   emner, der er uden for al konceptualisering  og ikke kan forstås med logisk tanke eller fornuft. 
Nichiren-buddhismen siger, at transformation og forandring gennem tro og praksis ændrer dårlig karma - negative årsager, der tidligere er skabt, der resulterer i negative resultater i nutiden og fremtiden - til positive årsager og dermed fordele i fremtiden. 